# Edificio D del complesso di Sorgane

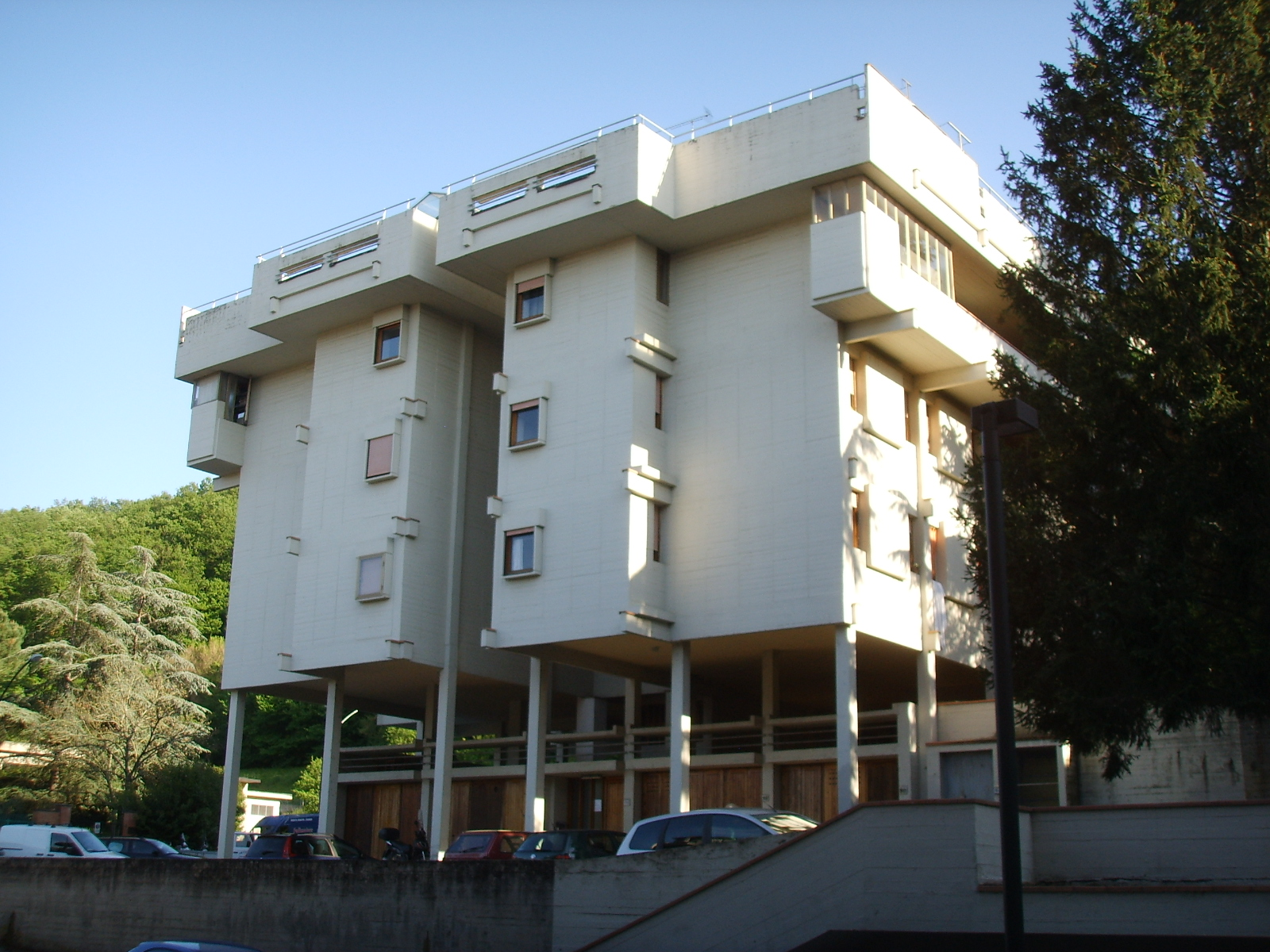
Edificio "D"

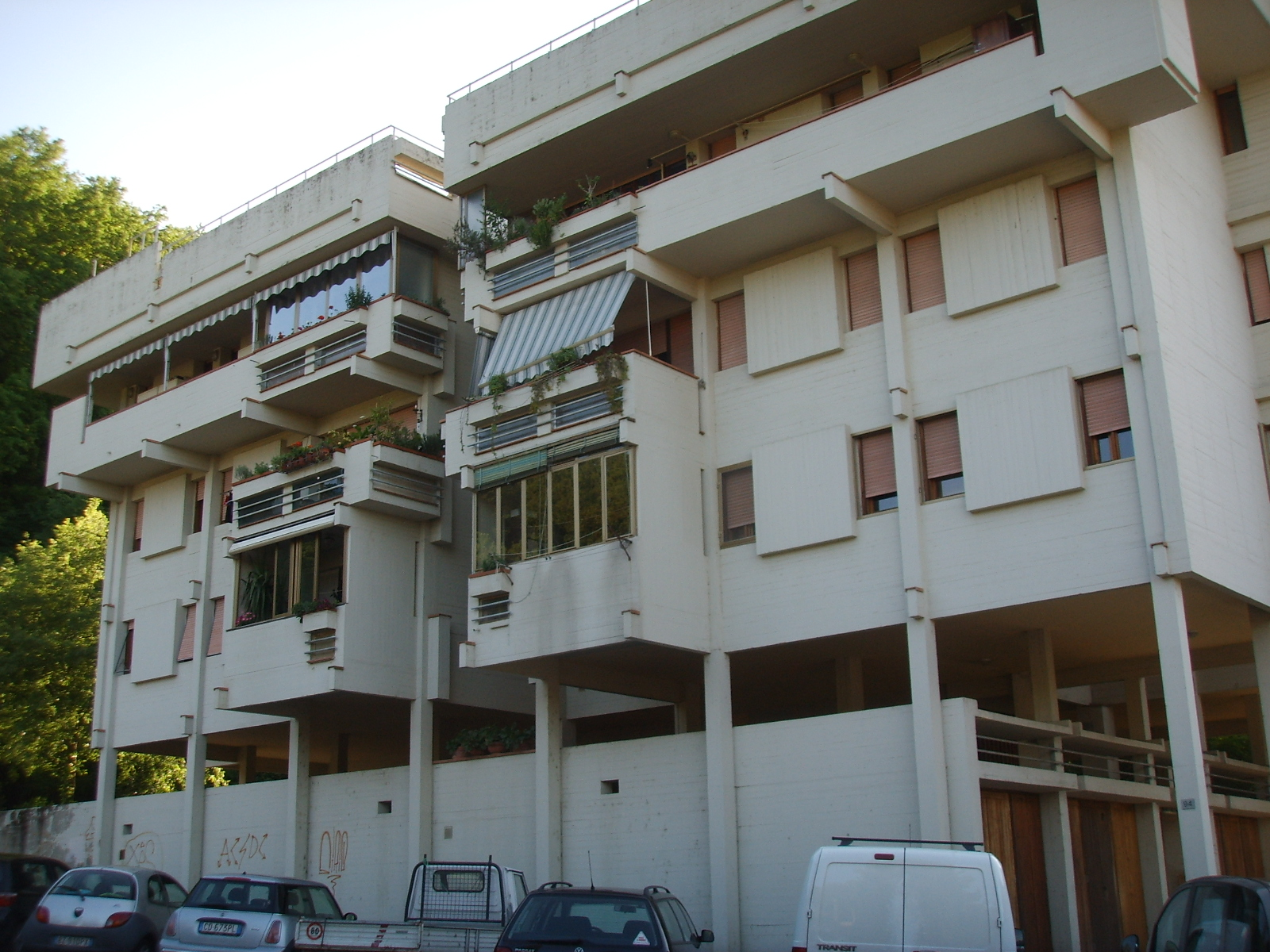
Prospetto laterale

Il cosiddetto edificio D è uno dei palazzi del complesso di case popolari a Sorgane realizzati tra il 1962 e il 1970 da un team di architetti fiorentini. In particolare questo edificio venne progettato dal gruppo di Leonardo Savioli. Si trova a ridosso della collina, su piazza Carso.

## Architettura
L'edificio D (particella 248) ha pianta articolata e volumetria compatta, si sviluppa su 5 piani di cui i primi due su piloni. Il piano terra presenta un volume occupato da garage sulla cui copertura è ricavato lo spazio pubblico di accesso al vano scale, che funge da elemento centrale di attrazione per le unità abitative (4 per piano per un totale di 60 vani).
Nel complesso il volume è caratterizzato su tutti i fronti dalla contrapposizione tra il vuoto della base, ritmato dai segni verticali dei pilastri, ed il pieno degli spazi destinati alla residenza: tale pieno è scandito dalle articolazioni plastiche dei balconi, dei pannelli in cemento che intervallano o riquadrano le finestre, delle travi a sbalzo su cui appoggiano i balconi-ballatoio e del tetto terrazza il cui parapetto presenta un profilo articolato. Le superfici esterne sono in cemento faccia vista; gli infissi interni ed esterni in legno, gli avvolgibili in Pvc.